# Organizzazione militare dei Britanni
Per organizzazione militare dei Britanni si intendono le armi, le tattiche ed i soldati impiegati dai Britanni durante le loro guerre, dal I secolo a.C. al V secolo d.C.

## Contesto storico

### Origini: VIII-I secolo a.C.
A partire dall'VIII-VI secolo a.C., gruppi di Celti invasero a più riprese le Isole britanniche, sovrapponendosi ai precedenti abitanti. Tali gruppi provenivano, attraverso La Manica, dalle coste continentali dell'Europa, che i Celti avevano raggiunto dopo aver avviato la loro espansione dall'area della cultura di La Tène discendendo il corso del Reno. A partire dall'odierna Inghilterra meridionale, si espansero rapidamente in tutta la Gran Bretagna e l'Irlanda, anche se nell'attuale Scozia il popolo pre-indoeuropeo dei Pitti conservò la propria individualità.

### Britanni e Romani (I secolo a.C. - V secolo d.C.)

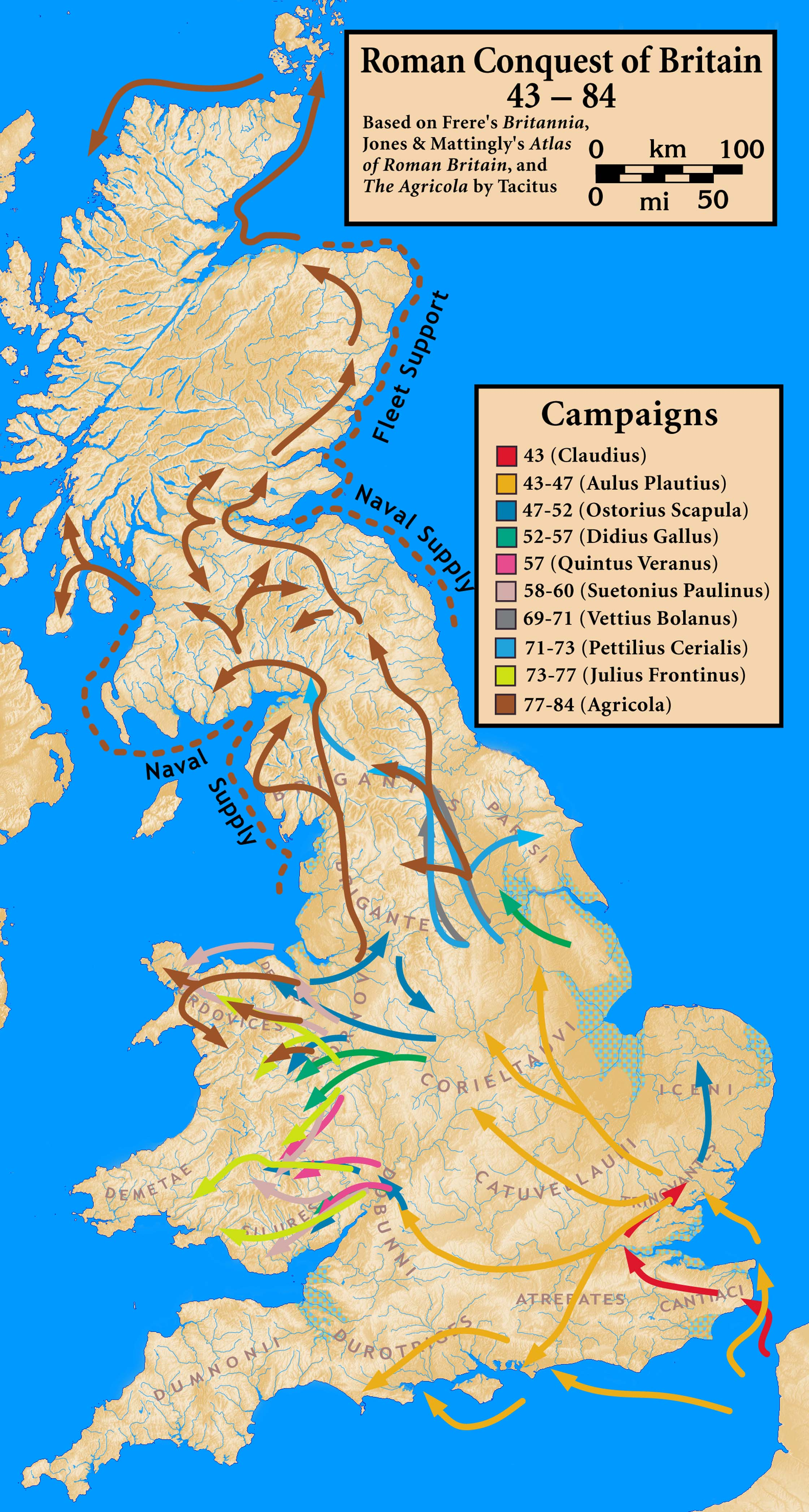
La conquista romana della Britannia (I secolo d.C.).

Nell'ambito delle guerre per la conquista della Gallia, Gaio Giulio Cesare condusse due rapide incursioni in Britannia, nel 55 e nel 54 a.C.,  delle quali diede una descrizione nel De bello Gallico
La conquista dell'isola era stata inizialmente nei propositi di Augusto, che fu però distolto da rivolte scoppiate altrove. Emerse allora la figura di Cunobelino dei Catuvellauni il quale, in un quadro di buoni rapporti commerciali con Roma, riuscì a estendere la propria sfera di influenza sulla Britannia sud-orientale fino al Kent, muovendo la residenza da Verulamium (St Albans) a Camulodunum (Colchester), tanto da essere indicato da Svetonio come Britannorum rex.
Nonostante i rapporti commerciali, nell'atteggiamento espansivo di Cunobelino poteva essere individuata una componente anti-romana, di cui furono eredi e continuatori due dei suoi tre figli, Carataco e Togodumno. Questa politica non tardò a produrre i suoi effetti: il quadro cambiò infatti quando il re entrò in dissidio con l'altro figlio Adminio che, con la sua inclinazione filo-romana, supplicò Caligola e lo sollecitò a tentare un'invasione della Britannia. Ma l'imponente manovra si perse in un nulla di fatto; anzi, stando a Svetonio e Dione Cassio, l'iniziativa ebbe un epilogo farsesco: i soldati del corpo di spedizione, obbedendo agli ordini dell'imperatore, invece di combattere, dovettero immergersi in mare per raccogliere conchiglie, per costituire il bottino da ricondurre a Roma per gli ornamenta triumphalia.
I Britanni rimasero indipendenti sino al 43 d.C., quando l'imperatore Claudio organizzò l'invasione dell'isola, affidandola ad Aulo Plauzio. A fornirgli il pretesto, dopo la morte di Cunobelino, fu la pressione politica esercitata dal figlio Carataco sul popolo degli Atrebati britannici, il cui re, il filoromano Verica, fu esautorato da Carataco ed esiliato dal regno, tanto da doversi recare a Roma per chiedere l'intervento di Claudio. Profittando di questa occasione, Roma sbarcò in forze in Britannia e, negli anni dal 43 al 46, le legioni romane ebbero ragione della resistenza dei due figli di Cunobelino, Carataco e Togodumno: il sud-est dell'isola fu conquistato, la capitale della nuova provincia fu stabilita a Camulodunum e Togodumno fu ucciso. A Carataco toccò una sorte più favorevole: rifugiatosi presso il popolo dei Briganti, fu consegnato a Roma dalla regina Cartimandua; ricevuta la grazia dall'imperatore, trascorse il resto dei suoi giorni a Roma.
La legio II Augusta, guidata dal futuro imperatore Vespasiano, fu dispiegata a sud-ovest, impegnata nella conquista di oltre una trentina di hillforts e nella sottomissione di varie tribù della Cornovaglia. L'archeologia della Britannia meridionale ha evidenziato una fase di ripresa, dal precedente declino edilizio, della manutenzione di queste fortezze d'altura, in coincidenza con l'invasione romana intorno alla metà del I secolo. L'evidenza è particolarmente marcata nei siti sud-occidentali (come Maiden Castle, con la sua necropoli di guerra, o South Cadbury), proprio nell'area in cui Vespasiano e la sua Seconda legione dispiegarono la loro metodica conquista. In seguito, nuove spedizioni furono condotte da Publio Ostorio Scapula (47-51) e da Svetonio Paolino (60-61) (che affrontò e vinse la regina degli Iceni, Boudicca).

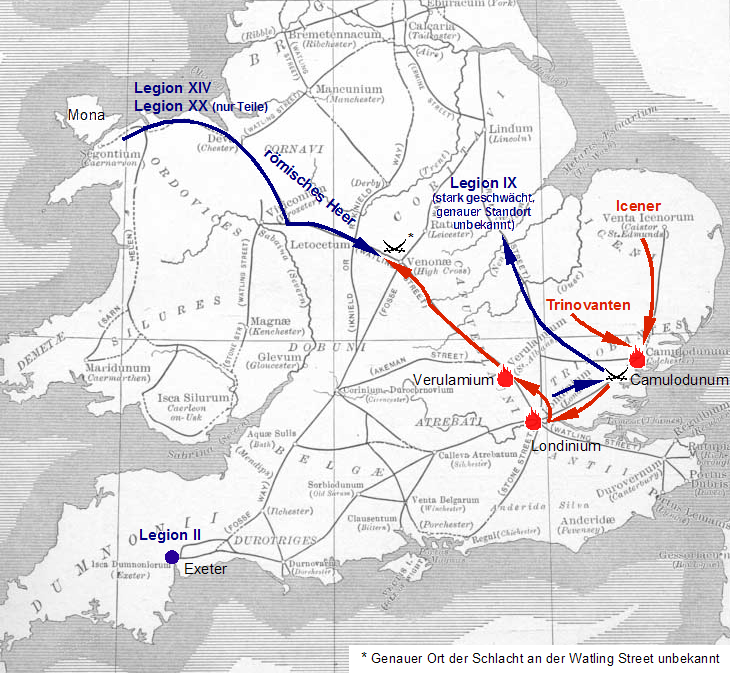
La Rivolta di Budicca, nel 61.

Sappiamo infatti che le nuove acquisizioni della provincia di Britannia furono minacciate nel 61, sotto Nerone, dalla rivolta di Boudicca (o Boadicea), regina degli Iceni: da poco divenuta vedova di Prasutago, già re britannico cliente di Roma, la regina ispirò una vasta sollevazione di tribù britanniche grazie alla quale furono sottratte al controllo di Roma le città di Camulodunum, Verulamium e Londinium (rispettivamente le odierne Colchester, St Albans e Londra). La reazione romana riuscì a soffocare la ribellione nella battaglia della Watling street, dopo la quale Boudica si diede la morte con il veleno.
Roma continuò a premere ad ovest fino al Galles ed a nord fino alla Scozia centrale: nell'80, sotto Domiziano, Agricola conquistò le terre dei Briganti, circumnavigò l'isola e sconfisse i Caledoni di Calgaco nella battaglia del monte Graupius (83 o 84). La necessità di proteggere a nord la provincia fu resa evidente da frequenti ribellioni di tribù delle attuali Scozia e Inghilterra settentrionale: la situazione indusse Adriano, a realizzare due basi militari, a partire dalle quali le truppe romane costruirono e presidiarono il Vallo di Adriano, tra i l'estuario del fiume Tyne e il Solway Firth (122-125).
Un avanzamento del confine di 160 km più a nord, si ebbe sotto Antonino Pio (negli anni 141-144 ca.), con l'erezione di una seconda struttura difensiva, il Vallo Antonino, lungo l'istmo tra il Firth of Forth e il Firth of Clyde: meno imponente ed efficace del precedente, fu mantenuto per una ventina d'anni, dopo i quali i romani si ritirarono nuovamente sul precedente limes di Adriano.
Un nuovo avanzamento vi fu sotto Settimio Severo, le cui campagne britanniche, condotte negli ultimi anni di vita, pur coronate da successi, non furono in grado di ricostituire un limes più settentrionale: infatti, dopo la morte dell'imperatore a York, gli avanzamenti territoriali ottenuti furono abbandonati dal figlio Caracalla. Al di là del limes, nell'attuale Scozia, rimasero sia tribù celtiche, che i Pitti.
Scarso fu invece l'interesse mostrato da Roma per l'Irlanda, una conseguenza dello scarso rilievo politico ed economico attribuito a quell'isola che i romani chiamavano Hibernia. L'imperialismo romano l'aveva infatti appena sfiorata, ai tempi di Agricola, forse con l'ipotetica costituzione di una testa di ponte sulla costa orientale, un'operazione a cui, però, non fu dato mai alcun seguito.

## Unità ed organizzazione
I Britanni vivevano in gruppi tribali altamente organizzati, governati da capitribù o capi fazione, secondo Tacito, dilaniati però dalle passioni di parte mentre, in precedenza, avevano prestato obbedienza a dei re.
Erano organizzati in una classe superiore di guerrieri (che, come segno distintivo, si facevano crescere lunghi baffi) ed una classe inferiore di lavoratori, liberi, semiliberi o schiavi. Il più nobile tra i guerrieri, guidava il gruppo dei suoi clienti, che combatteva davanti a lui.

### Fanteria
Tacito, nel descrivere la campagna militare del suocero Giulio Agricola, nel nord della Scozia, scrive che il nerbo dell'esercito dei Britanni era la fanteria.

### Carri da guerra
E sempre Tacito racconta che, come al tempo di Gaio Giulio Cesare, i Britanni utilizzassero ancora, a differenza delle altre popolazioni celtiche continentali, i carri da guerra.

## Tattica ed armamento

### Armamento
Tacito racconta che i Britanni, come buona parte dei Celti, disponevano di lunghe, anzi enormi spade (v. spade celtiche), piccoli scudi di cuoio ed armi da lancio. Vero è che:

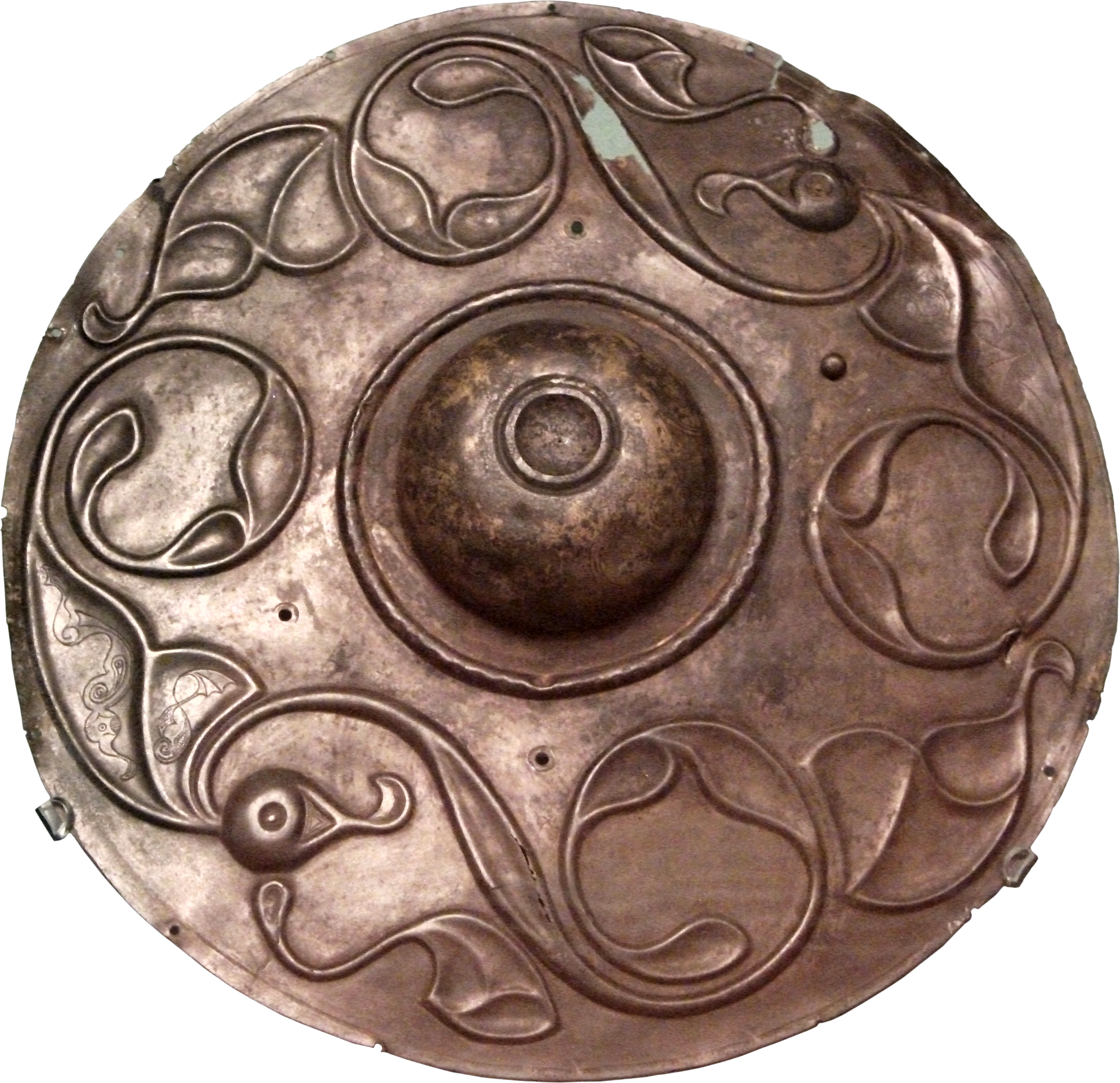
Umbone di scudo utilizzato dai Britanni della cultura di La Tène (British Museum, stanza 50).
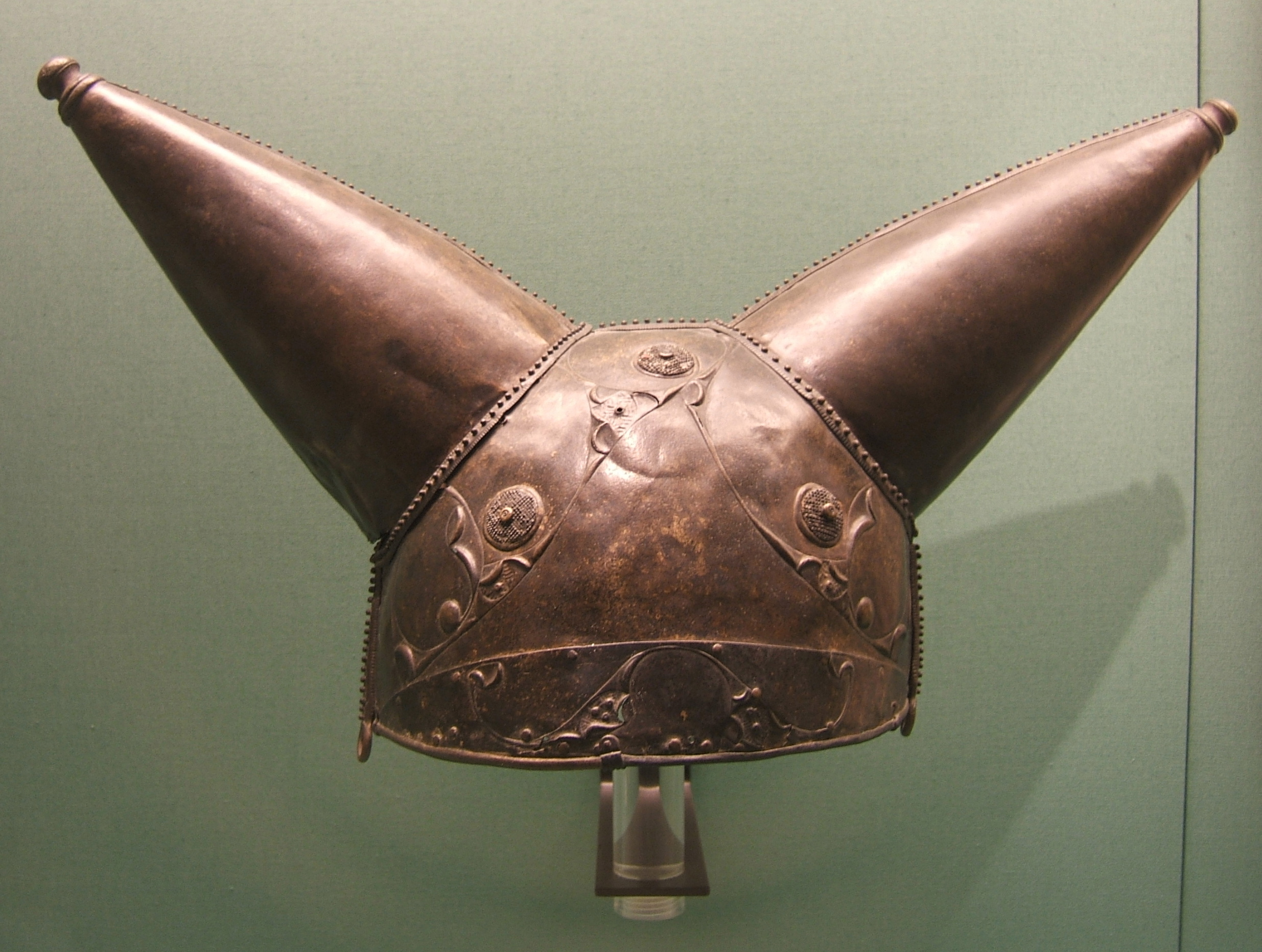
Elmo databile al 150-50 a.C. (rinvenuto nel Tamigi presso il ponte di Waterloo a Londra). L'elmo è composto di parti in bronzo saldate insieme, con due corna laterali. È decorato secondo lo stile di La Tène, usato in Britannia tra il 250 ed il 50 a.C. (British Museum, stanza 50).
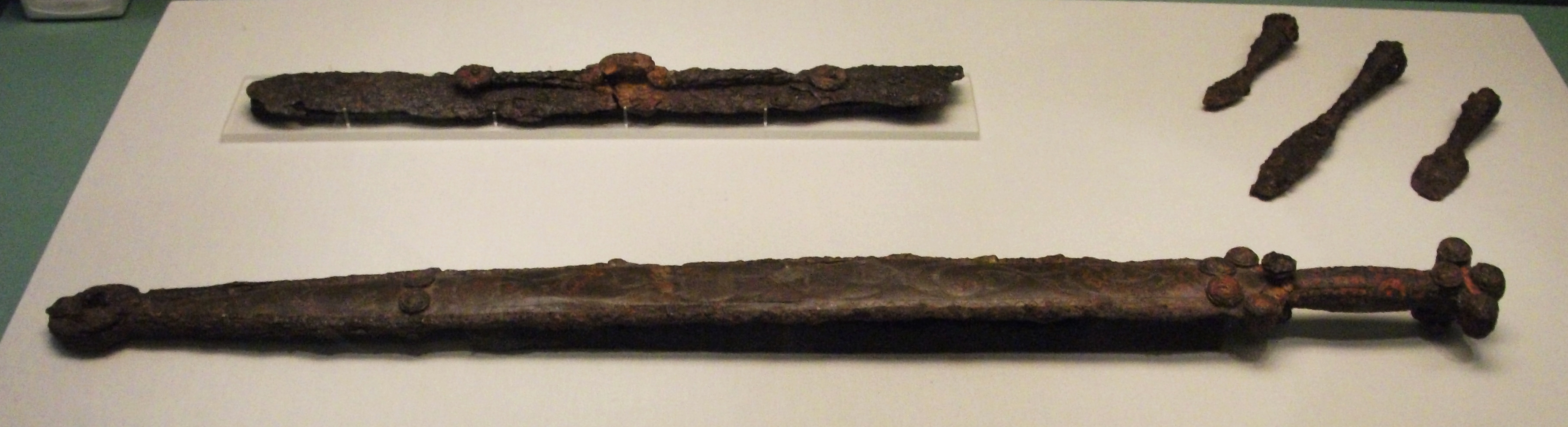
Tipica lunga spada dei Britanni (British Museum, stanza 50).

### Schieramento e combattimento
Sempre Tacito ci descrive lo schieramento ed il combattimento tra 30.000 Britanni ed un numero inferiore di Romani, presso il monte Graupio:

### Tecniche d'assedio
Le loro tecniche d'assedio non erano certo all'altezza di quelle degli invasori romani:

### Fortificazioni

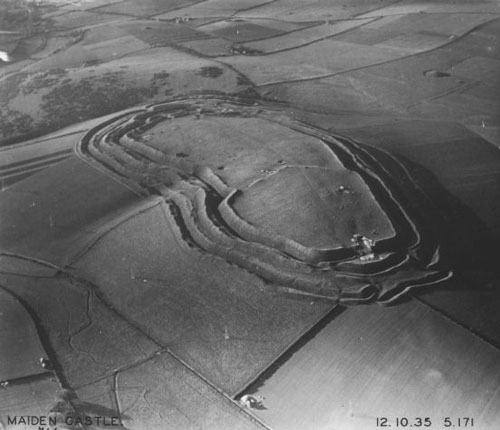
Veduta dell'Hillfort di Maiden Castle, Dorset. Le evidenze archeologiche del rifacimento delle sue mura e del cimitero di guerra sono considerate conseguenze dell'azione della Seconda legione di Vespasiano, durante la conquista della Britannia.

Tra i Britanni si svilupparono le fortificazioni collinari (Hillforts), poste su un terreno elevato, circondate da una profonda trincea, con la terra di riporto ammassata in banchi. L'area era circondata anche da una palizzata. Questa configurazione facilitava la difesa dagli assalti. Con il passare del tempo queste fortificazioni divennero sempre più ampie e ospitarono insediamenti permanenti e centri di commercio. Ne troviamo numerosi esempi ancora oggi dall'Inghilterra occidentale e sud-occidentale, fino alla Scozia settentrionale.
Cesare racconta che nel 54 a.C., dopo una serie di scontri non decisivi, deciso a portare a termine la guerra, venuto a sapere che poco lontano da lui si trovava una piazzaforte nemica proseguì la marcia, ed assediato l'oppidum nemico, lo conquistò trovandovi una grande quantità di bestiame e facendo strage di molti dei suoi abitanti.

### Imboscate
Cesare racconta che, sbarcato da pochi giorni in Britannia, si era addentrato nei territori circostanti. I Britanni, che si erano nascosti, decisero di attaccare l'accampamento romano all'improvviso, gettandosi fuori dei boschi e sorprendendo i legionari intenti alla costruzione delle fortificazioni.
Tacito racconta quasi 140 anni dopo Cesare, che i Britanni arrivavano ad attaccare gli accampamenti romani anche durante la notte, senza alcun timore per le tenebre:

### Combattimento con i carri
Questa la descrizione che ne fa Cesare, nel racconto della sua spedizione in Britannia del 55 a.C.:

## Strategia
Tacito informa che, al suo tempo, poiché erano governati da capi-fazione e non più da re, erano dilaniati da passioni di parte e, in questo modo, diedero vantaggi insperati ai Romani invasori nella conquista dei loro territori, poiché: